# Otus lempiji
El autillo de la Sonda o autillo de collar (Otus lempiji) es una especie de ave estrigiforme de la familia Strigidae. Este taxón es considerado una subespecie de Otus bakkamoena por algunos autores. Mide de 20 a 25 cm de longitud y puede pesar de 100 a 170 gramos.

## Distribución y hábitat
Vive en la península de Malaca, Borneo, Sumatra y Java. Se encuentra sobre todo en bosques y jardines, pero de vez en cuando se siente atraído por los edificios. Se alimenta principalmente de insectos, pero también caza roedores, lagartos y pájaros pequeños. Es común en toda su área de distribución donde hay un hábitat adecuado.